# (1653) Yakhontovia
(1653) Yakhontovia ist ein Asteroid des Hauptgürtels, der am 30. August 1937 vom russischen Astronomen Grigori Nikolajewitsch Neuimin in Simejis entdeckt wurde.
Der Asteroid ist der russischen Astronomin Natalia Sergeewna Samoilowa-Yakhontowa gewidmet.